# Lloyd Tshomba
Lloyd Tshomba (26 mei 1994) is een Belgisch basketballer. Zijn broers waren profbasketballers Duke Tshomba, Butch Tshomba en Douglas Tshomba.

## Carrière
Tshomba speelde in de jeugd van RBC Welkenraedt en SFX-St. Michel Verviers voordat hij de jeugd van RBC Pepinster vervoegde. Bij die club maakte hij zijn profdebuut tegen Belfius Mons-Hainaut. Hij speelde in totaal maar twee wedstrijden en speelde de volgende seizoenen niet meer. In 2014 keert hij het profbasketbal de rug toe en ging spelen voor ABC Brussels. Later ging hij nog spelen voor RBC Pepinster dat op dat moment in de derde klasse uitkwam en RBC Sainte Walburge eveneens in de derde klasse.